# 2024年—2025年韓國政治危機
2024年12月3日，南韓總統尹錫悅在首爾宣佈全國戒嚴，隨即引發一系列政治危機。尹錫悅自2022年當選，一直受各種醜聞和執政爭議影響、其支持率一路走低，導致執政國民力量黨在國會選舉中大敗，形成「朝小野大」局面，尹氏的權力進一步遭到限制，政府預算也在野黨的主導下的國會被大幅削減。
之後，尹錫悅在2024年12月3日宣佈緊急戒嚴、稱要「剷除反國家勢力」，動用警察和軍隊封鎖國會，密謀拘捕朝野兩黨領袖，企圖發動自我政變奪權，但戒嚴令最終遭到國會解除。事後韓國全國各地爆發抗議，要求尹錫悅下台。韓國警方對包括尹錫悅、國防部長金龍顯在內的涉嫌參與戒嚴的高官展開調查。韓國國會同時啟動對尹氏的彈劾，並於12月14日通過彈劾案；代總統韩悳洙之後也因拒絕任命法官而被彈劾，創下歷史新例。2025年1月15日，尹錫悅被高級公職人員犯罪調查處拘捕，其支持者則衝擊法院。
韓國憲法法院在2025年1月至3月間舉行11場尹錫悅彈劾案庭審，最終憲法法院裁定尹氏違憲而彈劾成立，尹錫悅成為繼朴槿惠後，第2位被彈劾下台的韓國總統。

## 背景

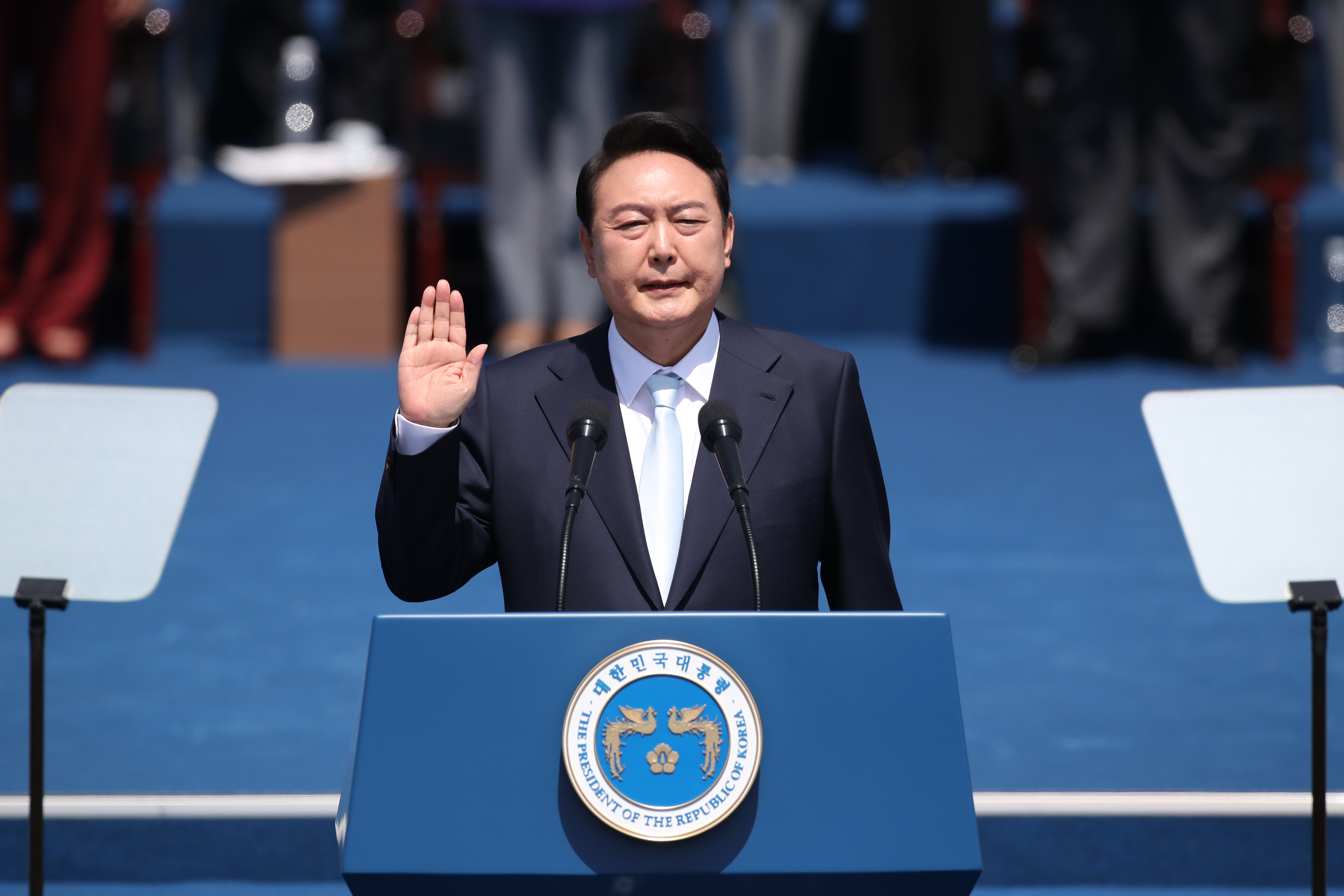
尹錫悅於2022年5月10日宣誓就職韓國總統

2022年5月，國民力量黨籍的尹锡悦在就职韩国总统后，民調始終低迷。同年10月29日的梨泰院踩踏事故導致大規模傷亡，尹錫悅政府被指控并未為大型活動做出充足準備，後續的救援行動也反映靈活性不足。2023年7月，南韓連續普降10天大暴雨導致至少50人死亡或失蹤，尹錫悅政府及其執政黨國民力量被批評沒有多加防範、相互推諉責任。2024年2月的醫學院擴招政策引發2024年韩国医疗危机，令韓國醫療雪上加霜。尹錫悅又削減國家研發預算規模，在經濟成長下滑的背景下又對富人減稅。截至戒嚴令實施的前一晚（12月2日），輿情研究機構Realmeter發布的一份調查結果顯示，南韓民眾對尹錫悅施政滿意度為25%，不滿意度達71%。
2021年8月，南韓第一夫人金建希被指涉2009年至2012年期間，參與操縱寶馬汽車在韓經銷商德意志汽車的股價。2023年年底又被首爾之聲揭露金建希於2022年9月接受一位牧師贈送價值300萬韓圓之名牌袋被立案調查，尹锡悦稱該事件為反對黨的政治策略，一直拒絕為事件道歉，並表示沒有違法以阻止調查，其後其所屬政黨於4月的國會選舉大敗，才於2024年5月道歉，其時已經相隔一年。

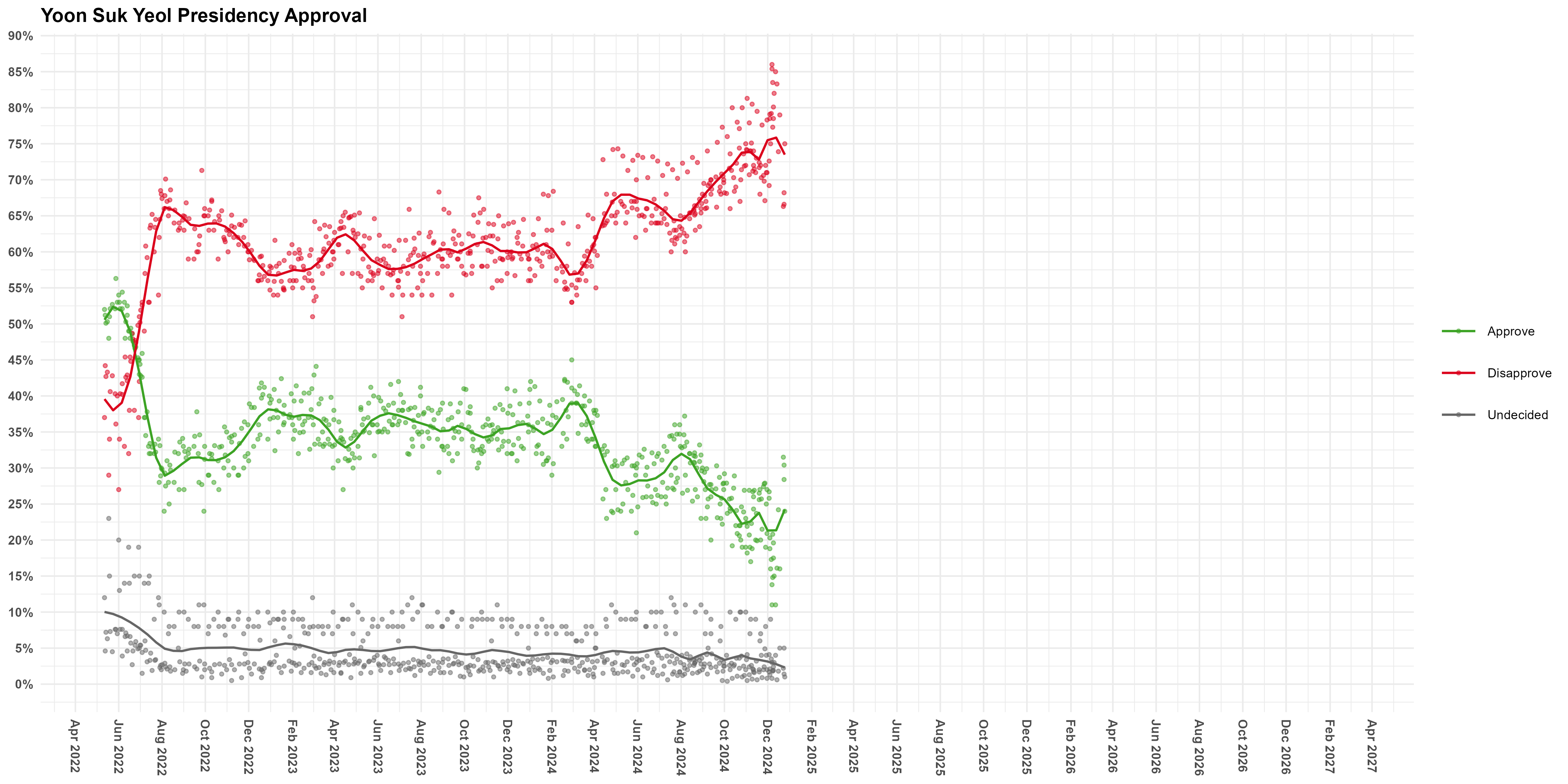
尹锡悦总统任期的民意调查，紅色為不滿意度、綠色為滿意度，灰色為未決定

南韓國會在2024年4月舉行選舉，在野黨共同民主黨在300個國會席次中取得了175席；執政的保守派國民力量黨則只取得108席，形成了「朝小野大」的局面，尹錫悅成為了「跛腳鴨」總統，此次選舉中執政黨因民怨沸騰而大敗。11月29日，在野黨主導的韓國國會刪減4兆韓元的政府預算，儘管執政黨議員激烈杯葛，仍無力回天。自尹錫悅上任以來，在野黨已發動22次對政府機關首長的彈劾案，其中10次彈劾案是在2024年國會選舉結束後發起，弹劾對象包括监查院院长崔载海。
2024年9月被媒體指出金建希與好友明泰均，收受國民力量前國會議員金映宣9,000萬韓圓作為爭取補選的酬勞，而引發新一輪貪污爭議的同時引發親信干政風波。同年11月7日，尹锡悦舉辦記者會，為南韓第一夫人貪污案澄清及道歉。期間再次提及夫人建議他好好道歉，而引發更新一重的干政危機。根據蓋洛普隔日發表的民調，尹錫悅支持度剩17%，與南韓政治史上唯一一位遭罷免的前總統朴槿惠在國會彈劾前夕支持度一致，成為全球25個主要國家領導人中最低。
2024年10月28日，以嘉泉大學為首的學校，因梨泰院踩踏事故、受賄及干政爭議、醫師罷工潮等問題公開發聲要尹錫悅主動請辭，陸續有多所韩国大学響應。首爾大學的525名教授及研究員，亦於11月28日舉行記者會發表「時局宣言」之公開信，公開呼籲尹錫悅主動請辭。累計發表時局宣言的大學近20所，參與的教授及學者超過2,500人。

## 過程

### 緊急戒嚴（2024年12月3日）

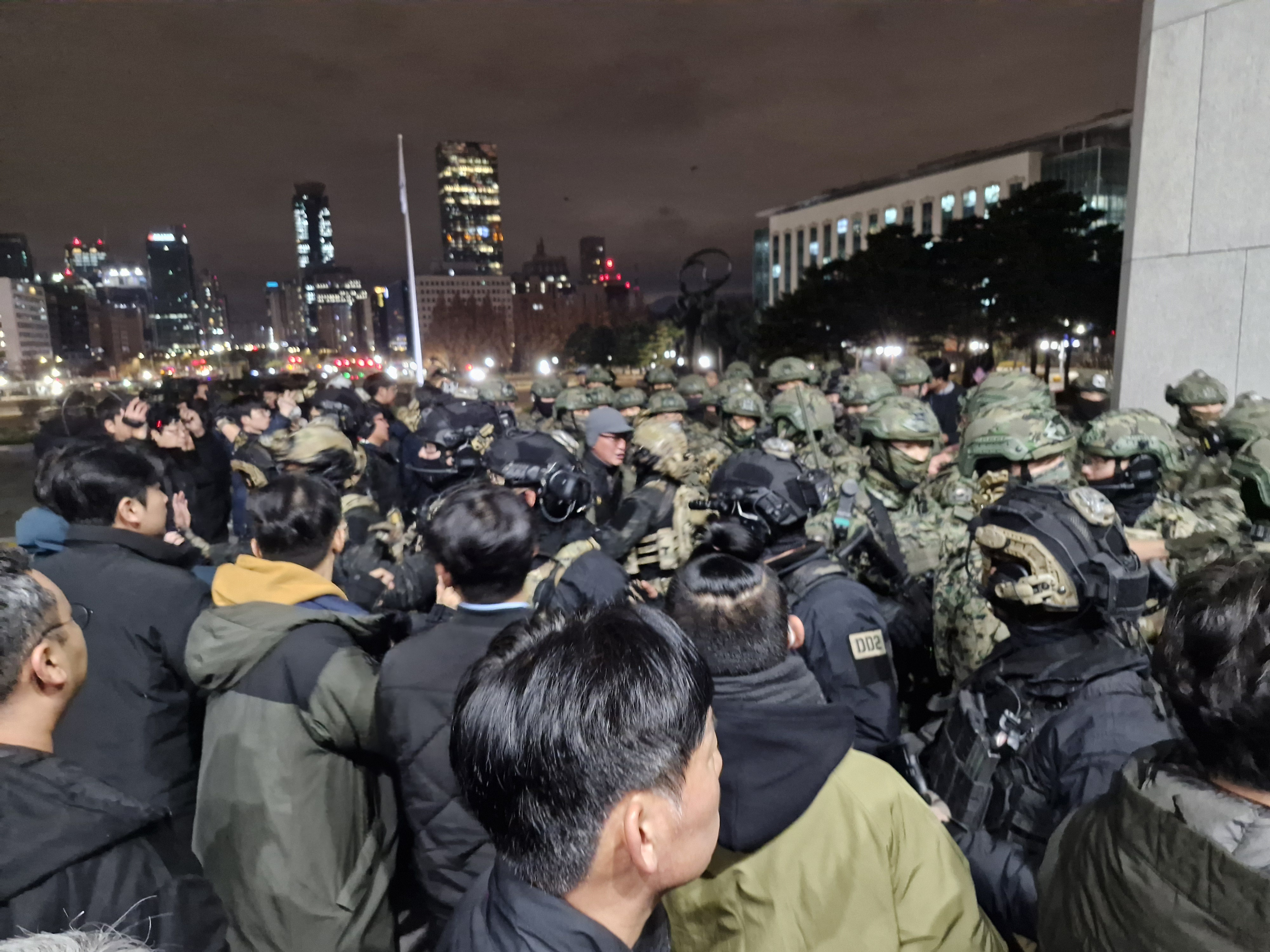
2024年12月3日，國會議事堂外的韓國軍隊

2024年12月3日晚上10時30分，韓國總統尹錫悅發表全國電視講話，宣布實施緊急戒嚴。聲稱此舉旨在「保護自由的韓國，抵禦共產勢力的威脅，並清除從北（親朝）的反國家勢力」。晚上11時，戒嚴司令部發布《第1號公告》頒佈6項措施，包括禁止所有政治活動、禁止任何「否認或企圖推翻自由民主制度的行為」，實施新聞管制、禁止罷工及集會、禁止醫務人員擅離職守等。
戒嚴宣佈後，韓國警察封鎖國會大廈的入口，阻止議員進入。在野黨共同民主黨領袖李在明強烈譴責此舉，認為此舉違憲，並呼籲所有黨內議員集結於國會，計劃通過表決推翻戒嚴令。執政黨國民力量領袖韓東勳也指戒嚴令是「錯誤的決定」，並誓言阻止。11時55分左右，韓國戒嚴軍手持步槍，空降闖入國會議事堂，並與阻擋議事廳入口的國會議員們爆發肢體衝突；大批韓國民眾聚集在國會議事堂前，與戒嚴部隊發生衝突，有多架直升機在國會上空盤旋。之後有國會議員翻越圍牆進入國會，另外國會職員在議場門口組成3排人牆阻止部隊進入。
戒嚴期間有軍人抵達中央選舉管理委員會總部，用手機拍攝管理投票名冊的伺服器系統，尹錫悅指示軍隊拘捕國會議長禹元植、國民力量黨首韓東勳、共同民主黨黨首李在明等人，在跟情報部門高官的通話中聲稱要把被捕人士「整理掉」，另外又要求軍隊盡快破門進入國會會場「把國會議員拉出來」，阻止國會表決通過戒嚴解除案。
凌晨1時，韓國國會以190票全票通過解除戒嚴，韓國國會議長辦公室表示“解除戒嚴決議通過後，戒嚴宣告無效」。之後尹錫悅凌晨再度發表電視講話，表示在國會要求解除戒嚴令後已撤出戒嚴軍隊，並召開緊急國務會議解除戒嚴令。這次戒嚴被視為尹錫悅的「自我政變」，然而最終卻奪權失敗。

### 初步究責和大規模抗議（2024年12月）
戒嚴事件後，韓國全國各地爆發大規模抗議、要求尹錫悅下台；在12月7日，有近15萬民眾在首爾集會抗議尹錫悅政府。在釜山市、大田市、光州市、大邱市、濟州道、蔚山市等多地也有爆發抗議，敦促尹錫悅下台、並嚴懲相關涉案人員。大部分韓國傳媒均譴責尹錫悅實施戒嚴，《韓民族日報》在頭版發表社論稱「尹某的軍事統治是對人民的背叛」，《朝鮮日報》稱尹錫悅此舉是「政治自殘」。高麗大學約370名教授和研究人員發表共同聲明呼籲彈劾尹錫悅；當地主要基督教和天主教組織均發聲明譴責尹錫悅的決定，要求他為事件承擔責任。同時也有保守派團體舉行集會，以支持尹錫悅。
12月5日，韓國國會國防委員會就12月3日的戒嚴進行緊急質詢。韓國警察廳之後在12月5日11时18分以涉嫌“内乱罪”名義调查尹锡悦。戒严时担任国防部长的金龍顯，因涉嫌滥用职权罪，于12月5日14时24分被韩国检察厅禁止出境。時任戒嚴司令兼陸軍參謀總長朴安洙及時任行政安全部部長李祥敏亦被韩国检察厅調查。共同民主党控告包括尹锡悦总统、国防部长金龙显、行政安全部长李祥敏、陆军参谋总长朴安秀上將、防谍司令官吕寅兄、首都防卫司令官李镇雨、特战司令官郭种根、警察厅厅长赵志浩等共8人。12月6日12时48分，韩国检察厅成立紧急戒严事件特别调查本部，由首尔高等检察厅检察长朴世贤担任本部长，对戒严事件展开调查，检察总长沈雨廷将亲自听取报告并指挥工作；包括15名普通检察官、约4名军事检察官及10多名军事调查官将投入调查。12时53分，韩国最大在野党共同民主党为避免戒严再次发生，召集党内全部议员留在国会，直到弹劾案结束。
曾指示向国会及选举管理委员会出兵的三名戒严军指挥官於12月6日下午被国防部停职，这三人分别是陆军首都防卫司令部司令李镇雨中将、陆军特战司令郭种根中将以及防谍司令官吕寅兄中将。12月8日凌晨1时30分，前国防部长金龙显主动前往首尔中央地方检察厅接受调查；7时52分左右，检察厅成立的紧急戒严特别调查本部表示已紧急拘留金龙显，并将其所持的手机没收。检方认为金龙显被指控的内乱嫌疑属于刑法上可判处死刑之重罪，且金龙显可能与相关人员串供滅證，故符合緊急拘留之要件，最終於12月27日正式被南韓檢察院落案起訴。同日韩国检方将总统尹锡悦作为嫌疑人立案调查。
12月9日，韩国法务部下令禁止尹锡悦出境，為韩国历史上首次有在任总统被禁止出境。此前，韩国高级公职人员犯罪调查处及檢察機關等皆向法務部提出禁止尹锡悦出境之申请。韩国国会之後在12月10日通过决议，要求迅速逮捕尹锡悦、金龙显、朴安洙等8名发动戒严的「首要分子」；当天韩国国会还通过了“尹锡悦内乱事态常设特别检察法案”（简称“内乱常设特检法”）。同時国家调查本部特别调查团逮捕警察厅长赵志浩以及首尔警察厅厅长金峰植。12月13日，首都防衛司令官李鎮雨因涉嫌在戒嚴時指揮部隊進入國會大樓，被韓國警方拘捕。
12月14日，韩国国会表决通过对法务部长官朴性载及警察厅厅长赵志浩的弹劾案、调查总统尹锡悦等人内乱罪嫌疑的《内乱特检法》及调查总统夫人金建希的《金建希特检法》，同時国家调查本部特别调查团逮捕防谍司令官吕寅兄中将。12月30日，韓國檢方對總統尹錫悅申請拘捕令，後於12月31日獲首尔西部地方法院批准，同日南韓檢察院以內亂共謀罪正式落案起訴首都防衛司令官李鎮雨及防谍司令官吕寅兄中将。12月16日，国家调查本部特别调查团分別逮捕陆军特战司令郭种根中将以及在翌日逮捕戒严司令官的韩国陆军参谋总长朴安洙上將，並於2025年1月3日正式被南韓檢察院以內亂罪落案起訴。

### 彈劾總統、代總統（2024年12月）

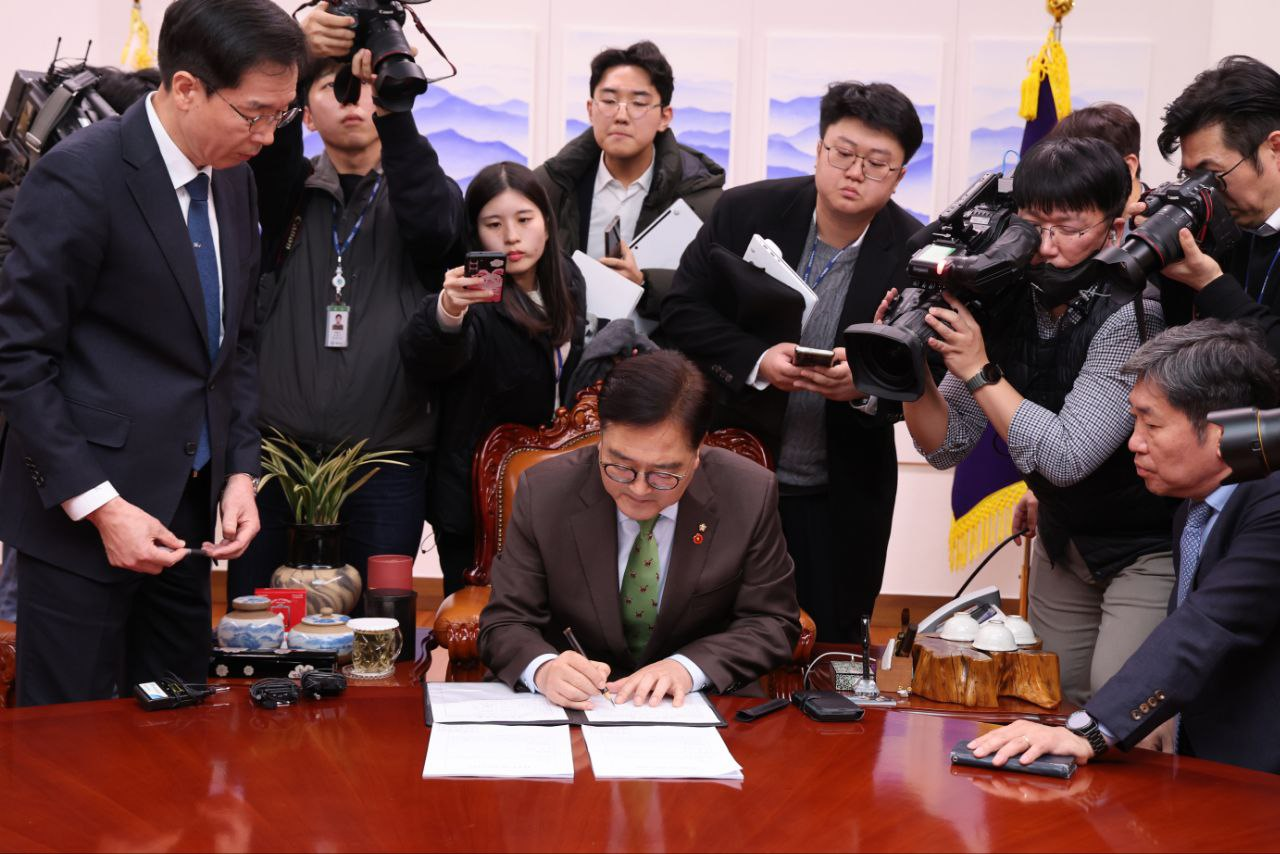
第二次彈劾案投票通過後，國會議長禹元植簽署批准法案

在野黨之一的共同民主黨在戒嚴令解除後，在國會召開緊急議員大會，批評尹錫悅宣佈戒嚴明顯違反憲法，沒有遵守任何要求，違憲違法，是嚴重的內亂行為，也完全构成彈劾的理由。韓國國民與共同民主党不會無視尹錫悅蹂躪憲法及民主之罪行，如果尹錫悅總統不立即下臺，共同民主黨將顺应民意，立即發起彈劾程序。共同民主黨首席發言人趙承來表示，共同民主黨將以內亂罪控告主要參與者，并弹劾尹锡悦。12月4日下午，韩国6个在野党联合向国会提交弹劾尹锡悦动议。预计弹劾案将在同月5日正式向国会报告，投票表决必須在法案提出後72小時內即6日或7日進行。据韩国民调机构“真实计量器”调查显示73.6%的韩国民众赞成弹劾尹锡悦。
12月5日1时15分，执政党国民力量召开党派议员全体会议，决议反对弹劾总统尹锡悦。12月6日，国民力量黨代表韩东勋在该党最高委员会会议上表示，综合最新公开的尹锡悦下令拘捕多位政要，包括韩东勋一事，需尽快停止总统尹锡悦的职务。分析指韩东勋的发言或暗示支持弹劾尹锡悦。12月6日15时38分，韩东勋称已经与尹锡悦会面，而总统未给出可以继续履行职务的理由，因此继续要求尹锡悦停止执行总统职务。
12月6日，执政党代表会见尹锡悦，重申了反对弹劾的立场。12月7日10时10分，执政党国民力量党首韩东勋表示尹锡悦必须提前结束任期。10时13分，尹锡悦在首尔龙山总统府发表“对国民谈话”，就发动戒严致歉，并强调绝不会有第二次戒严。他还表示，不会规避政治及法律责任，包括其任期在内的各种稳定政局的方案将全权交由执政党来决定。21時27分，韓國國會宣佈沒有足夠票數通過涉及韓國總統尹錫悅的彈劾案。
12月12日上午，尹錫悅突然發表關於戒嚴令的談話，為戒嚴令自我辯護。他表示，下令戒嚴根本不是內亂罪，是為了讓人民了解在野黨如何令國家職能崩潰，自己動用戒嚴令是為了守護國家。他還表示，自己面對彈劾或調查將力抗到底。國民力量黨黨魁韓東勳聽完後則表示，尹已經不能再擔任總統，該黨將盡快開除尹的黨籍並支持彈劾。最終12月14日尹錫悅彈劾案通過，尹錫悅被停職。但是尹锡悦连续拒绝法院的传唤。2025年1月14日，韓國憲法法院就尹錫悅方對彈劾案提出的法官迴避申請召開會議，裁決駁回申請、依原訂在下午2時舉行總統彈劾案首次庭審辯論。在尹錫悅未出席狀況下，法庭僅4分鐘就結束第一次辯論。
尹锡悦停职后，时任总理韩德洙代理总统职权。由于其称在韩国国会达成协议前将不会任命宪法法院新裁判官，在野党再次提出韩德洙弹劾案。12月27日，韩国国会以192票赞成的结果通过代总统韩德洙弹劾案。这是韩国史上第一次，国会时隔两周先后弹劾总统、代总统。

### 總統被捕（2024年12月—2025年1月）

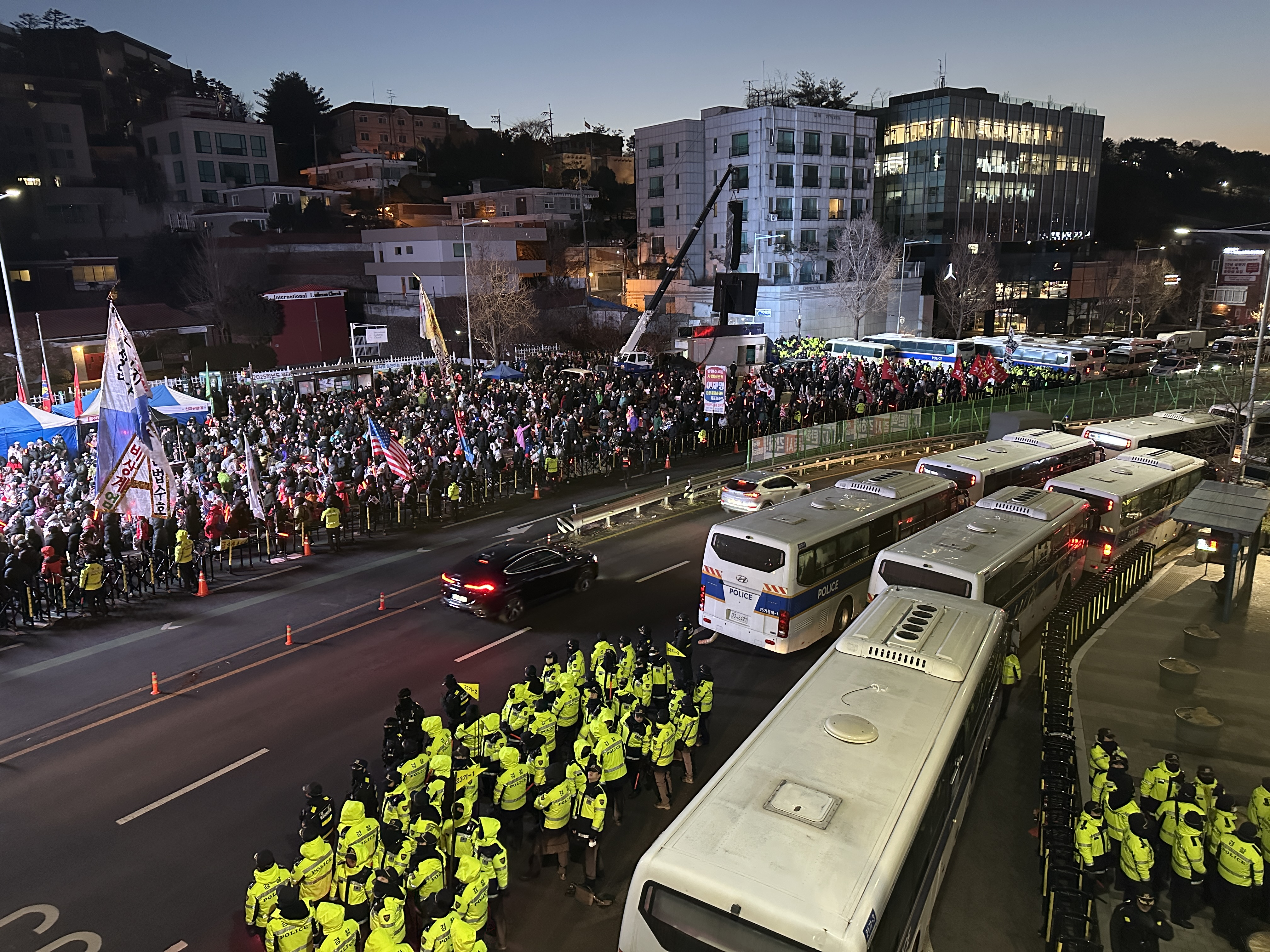
第二次拘捕行動前，尹錫悅官邸附近的示威者和警察

首尔西部地方法院应韩国联合调查总部要求，於2024年12月31日批准对尹锡悦的逮捕令及对总统官邸的搜查令，以便展开调查。尹锡悦律师团队称搜查令“非法且无效”，将按法律程序应对。2025年1月3日，韩国高级公职人员犯罪调查处总统官邸，准备执行对总统尹锡悦的逮捕令，但在官邸外遭到尹锡悦支持者和总统警卫处人员的强烈抵抗。经过一上午的对峙，调查处于中午宣布暂停执行逮捕令。
2025年1月15日，韩国高级公职者犯罪调查处和大批警察到达总统官邸，利用鋼絲鉗及梯子越過路障。当天10时33分，尹锡悦被正式逮捕，其后乘坐警卫车辆被押送前往公调处接受審問。尹錫悅被捕翌日，其律師團隊向首爾中央地方監察廳控告公調處處長吳東運和警察廳國家偵察本部長禹鐘壽涉嫌發動內亂。在1月16日，尹錫悅繼續缺席第二次彈劾案庭審辯論，其代理律師裴真漢在法庭上主張實施戒嚴是因為「國會選舉舞弊」。经逮捕必要性审查，首尔西部地方法院法官车恩京於2025年1月19日正式对尹锡悦进行签发逮捕令。
1月26日，韓國檢方正式起訴尹錫悅涉嫌領導內亂，令尹錫悅成為韓國憲政史首名被起訴及面對刑事審訊的在任總統。

### 法院遇襲（2025年1月）
2025年1月18日，首爾西部地方法院針對尹錫悅進行逮捕必要性審查，並於次日凌晨簽發逮捕令，法官車恩京表示尹錫悅有毀滅證據的可能，指示法院職員向高級公職人員犯罪調查處（公調處）送交逮捕證正本和偵查記錄，尹錫悅則繼續關押在首爾看守所。当天3時07分（19日）数百名尹锡悦支持者冲击驻守法院的警方防线，肆意砸碎法院正门和窗户，闯入法庭内部，破壞辦公用品及設備，期间与警方发生激烈冲突，至少56人被捕。
尹錫悅通過代理律師團就支持者闖入法院表示，充分理解民眾的憤怒，但希望以和平方法表達意見。

### 彈劾庭審（2025年1月—3月）

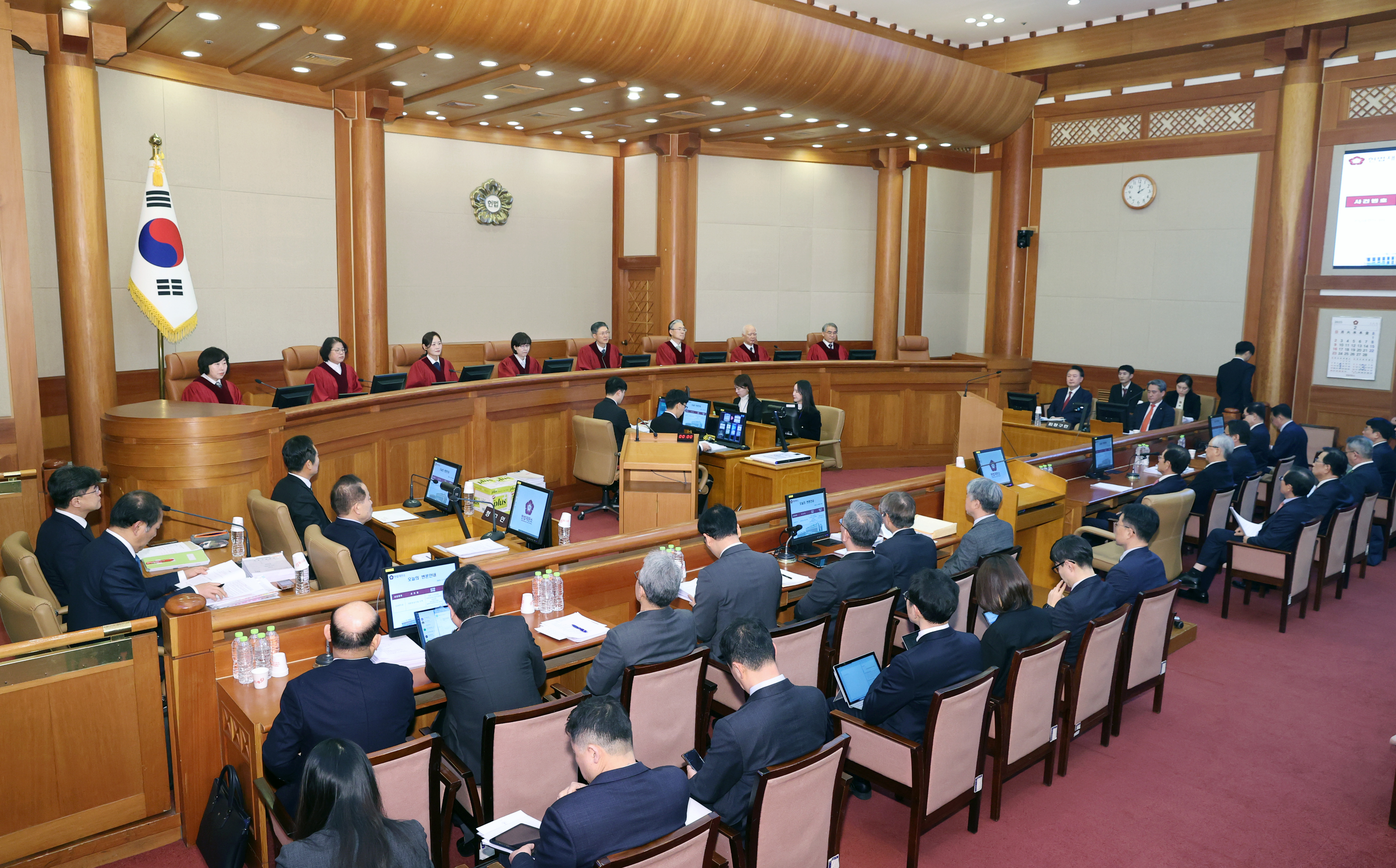
韓國憲法法院就彈劾案舉行庭審

尹錫悅之後在1月21日首次出席彈劾案庭審，他在庭上否認於戒嚴期間下令拘捕國會議員。而金龍顯在第四場庭審出庭作證時否認尹錫悦曾命其抓捕議員，又稱他曾「提議動員所有首爾軍方人員執行戒嚴，惟遭尹錫悦否決」。第五至第八場庭審則傳召證人提供關鍵證詞，南韓國情院次長洪長元表示尹錫悦曾在電話中下令要拘捕政界人士，陸軍特戰司令郭種根指證尹錫悅在戒嚴當晚電話指示封鎖國會並將表決解除戒嚴決議的議員「拉出」國會；總統秘書室秘書樸春燮則在作證時為尹錫悅作了辯護。之後尹錫悅缺席第九場庭審；又在第十場庭審正式開始前突然退席。
2月25日下午，憲法法庭就彈劾案舉行最後一場庭審，聽取尹錫悅和國會彈劾委員團團長、法制司法委員會委員長鄭清來的最後陳述。國會方面指責尹錫悅執行違憲的戒嚴令、蹂躪國會和入侵選舉管理委員會、試圖逮捕拘禁多名政治人士，認為「為了民主和國家發展，必須罷免尹錫悅」。尹錫悅方面則表示實施戒嚴「絕不是為了我個人的利益」，聲稱包括「北韓在內的外部勢力，以及國內的反國家分子正在聯手威脅國家安全與主權」，重申戒嚴的「必要性和合法性」，並表示「緊急戒嚴是為了克服國家危機，是總統行使合法權限」。3月7日，首爾中央地方法院裁定對尹錫悅的拘押時間超過了法律限制，要求立即釋放尹錫悅；尹錫悅在3月8日從首尔看守所獲釋，韓國檢方決定不上訴，而尹錫悅將在非羈押狀態下繼續受審。
3月24日，憲法法院駁回國會針對總理韓悳洙的彈劾案，當中有5位法官支持駁回，2位法官認為案件不予受理，只有1位法官支持彈劾，恢復韓悳洙國務總理及代理總統一職。

### 憲法法院判決（2025年4月4日）

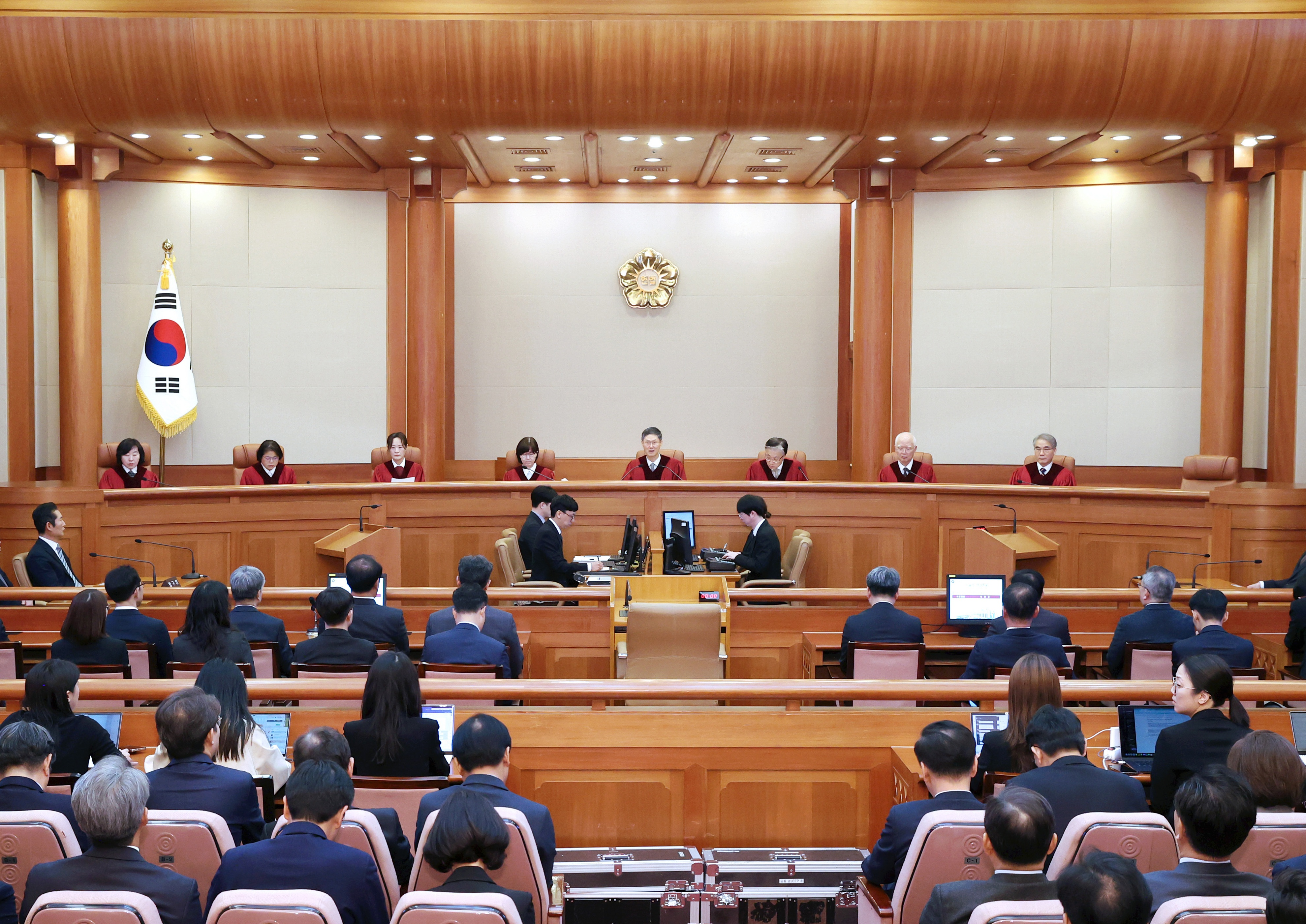
憲法法院法官文炯培在2025年4月4日就尹錫悅彈劾案作出宣判

在距離最後一場辯論結束38日後，憲法法庭於2025年4月4日上午就彈劾案作出宣判；在正式宣判前，尹錫悅的代表律師指考慮到社會秩序、警衛問題等，決定留在總統官邸觀看裁決直播，只有代表團出庭；此外，韓國警方也在首爾投入1.4萬人警力、對憲法法院方圓150米的區域採取清空措施，禁止在該區域內的示威遊行。法院裁定，尹錫悅宣布戒嚴違反戒嚴法、尹錫悅發動戒嚴出動軍人進入國會違反憲法、逮捕政治界人士違法，侵害國民基本人權；法院同時也認為尹違反憲法規定的軍隊統帥義務、侵犯國會議員審議表決權及不逮捕特權，構成彈劾理由，憲法法院法官文炯培在判決中表示「國會行使彈劾權與預算審議等職權，無法認定在戒嚴宣布當時、實際造成重大危機狀況」，補充說「即使國會行使權限時違法或不當，被彈劾人（尹錫悅）也可以透過其他合法手段加以因應，因此無法把行使國家緊急權正當化」，認為戒嚴沒有經過實質審議便被執行。參加彈劾案表決的8名法官全員同意罷免尹錫悅，宣佈彈劾案立即生效、尹錫悅喪失總統職務。自此，尹錫悅成為繼朴槿惠後，第2位被彈劾下台的韓國總統。
《紐約時報》形容裁決結束了動盪，讓韓國找到了「它迫切需要的方向」。京畿大學政治研究生院院長鹹成德說「這是韓國民主的勝利」。

## 後續

### 代总统提名憲法法院法官（2025年4月8日—4月16日）
2025年4月8日，韓悳洙正式任命共同民主党提名的马恩赫为宪法法院法官、马镛周为大法院法官。韓悳洙另提名法制处处长李完揆、首尔高等法院法官咸尚勋为宪法法院法官，以接替即将卸任的文炯培和李美善。国会议长禹元植则要求其撤回提名并就此道歉。4月16日，宪法法院裁定暂停代总统提名宪法法官候选人的效力。

### 韩悳洙、崔相穆辞职（2025年5月1日）
2025年5月1日，韩悳洙辞去国务总理的职务以竞选总统，其任期将于5月2日结束。惟其後未能如願參選。（換洙爭議）

#### 試圖彈劾崔相穆
早在2025年3月21日，韩国在野五党（共同民主党、祖国革新党、进步党、社会民主党、基本所得党）因拒绝任命由国会提名的宪法法院法官候选人对崔相穆试图发起弹劾，惟憲法法院将宣判韩悳洙彈劾案，韩悳洙重新上任代总统，弹劾动议未提交全体会议表决。2025年5月1日，在代理总统、国务总理韩悳洙辞职后，在野党议员于当晚处理补充预算案的国会全体会议上，突然要求追加崔相穆的弹劾动议到会议日程。在会议日程中追加弹劾动议的动议在国会全体会议上表决通过。国民力量党表示强烈抗议。
同日（5月1日），第一順位代理總理及代理總統、经济副总理崔相穆在国会开始对弹劾案投票时即刻辞职，导致弹劾案中止，韩悳洙的总理职务和代行总统职权改由社会副总理兼教育部長官李周浩代行。

### 總統選舉（2025年6月）
2025年6月3日，南韓舉行新一屆總統選舉，共同民主黨候選人，前反對黨領袖李在明以49.42%的得票率擊敗執政黨國民力量候選人金文洙和改革新黨候選人李俊錫，當選第21任南韓總統。李在明將於2025年6月4日上午確認當選後，隨即出席於首爾國會議事堂內舉行簡約的就職典禮，正式展開為期5年的總統任期。

### 尹錫悅內亂罪審判
2025年4月14日，尹錫悅抵達首爾中央地方法院就涉及內亂刑事罪首度出庭，他拒絕認罪，辯護稱戒嚴只持續數小時，並且在國會要求下立即以非暴力方式解除，稱就戒嚴事件對他的控訴是違反法律原則，同時全盤否認有關他下令逮捕政要的指控。4月21日，案件再度開庭，法院首次容許傳媒拍攝。庭審中證人指稱尹錫悅在發布戒嚴令當晚下令軍方從國會「拉出」議員，尹錫悅方面則持續質疑證詞可信度。

### 韓悳洙、崔相穆和李祥敏被查
警察廳國家偵查本部戒嚴特別偵查組於2025年5月26日以嫌疑人身份傳喚前總理韓悳洙、前副總理及前財長崔相穆和前行政安全部長官李祥敏三人開展調查。李祥敏已於去年12月被偵查部門禁止出境。韓悳洙、崔相穆被警方下達禁止出境。

### 戒嚴法修正案獲通過
2025年7月3日下午，韓國國會全體會議通過戒嚴法修正案，新法案規定在宣布戒嚴後，任何人包括軍方以及警方等不得妨礙國會議員和國會工作人員出入以及會議進行。新法案對於軍警人員進入國會也進行了限制，法案要求除非在國會的要求或允許下，軍警人員不得隨意進入國會，違者將追究刑事責任或處以罰金。此外，新法案還要求總統在發起戒嚴、召集國務會議審議時應同步進行會議記錄，並在通報國會時提交相關資料。7月15日，韓國政府召開國務會議，審議通過關於《戒嚴法》修正案的議案。該修正案旨在保障《憲法》賦予國會的解除戒嚴要求權，在頒布後即時生效。該法案規定，在總統發佈戒嚴令後，任何人都不得阻止國會議員等人員進入國會大樓或舉行會議，違例者將被處以5年以下有期徒刑或監禁刑。若國會為解除戒嚴而召開全體會議，即使國會議員處於被拘留或關押狀態，偵查部門等須保障有關人員出席全會。此外，該法案還禁止軍警接受戒嚴司令的指示進入國會，並規定立刻編制戒嚴所需的國務會議紀要後提交國會，以檢查總統宣佈戒嚴是否遵守法律。

## 影響
韓國政治危機引起社會動盪，哈佛大學亞洲中心研究員李成賢認為，政治危機讓投資者信心的迅速流失，對經濟和國際關係的打擊非常嚴重，又指韓國政治未來的不確定性還可能對國際貿易和供應鏈產生連鎖反應，特別是在工業技術和汽車製造等關鍵領域。12月19日，韓元受到政治危機影響，貶值1.5％，達到15年來最低點。當地旅遊業也遭受打擊，不少酒店及旅行社被取消預訂。
政治危機讓已經陷入困境的韓國經濟雪上加霜，凱投宏觀分析師李澤表示在全球對半導體需求放緩的衝擊下，韓國國內生產總值（GDP）成長率預估只有2%，而政治危機則讓消費者及企業對韓國的信心進一步下降。韓國中央銀行幅下調2025年韓國經濟成長預測，指政治動盪和濟州航空2216號班機空難嚴重打擊經濟，導致國內消費和建設投資減少，可能導致第4季成長率遠低於11月的預測。
韓國的政局混亂也對盟國造成了不小的壓力。美國媒體《政客》於報導指出「尹錫悅面臨彈劾，將對拜登在印太地區遏制中國霸權主義的努力產生重大影響」。德國之聲認為韓國作為東亞穩定支柱的角色受到挑戰。朝鮮半島安全專家、國防安全研究院學者林志豪指如果南韓國內局勢持續動盪，那麼南韓對於美中對抗過程中會呈現相當被動的狀態，甚至可能只能虛應以對。台灣明志科技大學教授盧信吉則認為，南韓執政黨的運作失常將使政府公信力的降低，包含對外政策在內，尹錫悅政府過去的承諾是否能夠落實，以及對於未來外交與國防政策的執行是否能延續，都可能因為政府即將換屆而充滿變數。

## 注脚
1. ↑  此前國會曾通過《內亂特檢法》兩次、《金建希特檢法》四次和《蔡上兵特檢法》三次，但均被时任总统（包括尹錫悅、韩悳洙、崔相穆）否決。
2. ↑  总统尹锡悦的母校。